# Asti Calcio a 5 2014-2015
Questa pagina raccoglie i dati riguardanti l'Asti Calcio a 5, squadra di calcio a 5 militante in serie A, nelle competizioni ufficiali della stagione 2014-2015. In seguito alla mancata vittoria dello scudetto la società ha operato una profonda rivoluzione che ha interessato più livelli. La rosa della prima squadra è stata ringiovanita e italianizzata: dalla scorsa stagione sono stati confermati solamente il capitano Ramòn, Fortino, Wilhelm oltre agli astigiani Casassa, Casalone e Celentano. 
Ai ritiri di Garcias (divenuto assistente di Tiago Polido) e Bernardi si sono aggiunte le cessioni degli oriundi Cavinato, Corsini, Patias, Vampeta nonché quella dolorosa del capitano della Nazionale Gabriel Lima, acquistato dalla blasonata formazione spagnola de ElPozo Murcia. Al loro posto sono stati prelevati i campioni d'Europa Massimo De Luca e Sergio Romano, il portiere Davide Putano dalla Luparense, ma soprattutto il capitano di Barcellona e Nazionale Spagnola Jordi Torrás. A livello dirigenziale si assiste all'addio di Sergio Tabbia che lascia la società dopo otto stagioni, di cui sette da allenatore e l'ultima da osservatore.

## Calciomercato

### Sessione estiva
| Bocão           | LCF Martina   |
| Kristjan Čujec  | Araz Naxçıvan |
| Massimo De Luca | Real Rieti    |
| Filipe Follador | Luparense     |
| Jonas           | Pescara       |
| Davide Putano   | Luparense     |
| Sergio Romano   | Pescara       |
| Mario Salamone  | Reggiana      |
| Jordi Torrás    | Barcellona    |
| Ricardo Zanella | Carmagnola    |

| Marcos Bernardi   | ritirato          |
| Diego Cavinato    | Pescara           |
| Antonio Celentano | Astense           |
| Douglas Corsini   | Lazio             |
| Júlio De Oliveira | Pescara           |
| Nicolò Garbin     | Astense           |
| Hernán Garcias    | ritirato          |
| Gabriel Lima      | ElPozo Murcia     |
| Marquinho         | Lazio             |
| Alessandro Patias | Benfica           |
| Tihomir Novak     | Nacional Zagabria |
| Vampeta           | Kaos              |

### Sessione invernale
| Chimanguinho    | Real Rieti |
| Vinícius Duarte | Lazio      |

| Mario Salamone | Arzignano |

## Prima squadra
| N° | Naz.                                   | Ruolo | Sportivo           | Anno     |  |  |
| -- | -------------------------------------- | ----- | ------------------ | -------- |  |  |
| 29 | Italia (bandiera)                      | POR   | Davide Putano      | 09.06.85 |  |  |
| 13 | Italia (bandiera)                      | POR   | Mirco Casassa      | 09.10.92 |  |  |
| 12 | Italia (bandiera)                      | POR   | Luca Casalone      | 10.01.90 |  |  |
| 14 | Brasile (bandiera) · Italia (bandiera) | DIF   | Bocão              | 20.04.89 |  |  |
| 3  | Spagna (bandiera)                      | DIF   | Jordi Torrás       | 24.09.80 |  |  |
| 15 | Brasile (bandiera) · Italia (bandiera) | UNI   | Vinícius Duarte    | 13.12.82 |  |  |
| 4  | Italia (bandiera)                      | UNI   | Sergio Romano      | 28.08.87 |  |  |
| 26 | Argentina (bandiera)                   | UNI   | Fernando Wilhelm   | 05.04.82 |  |  |
| 6  | Brasile (bandiera) · Italia (bandiera) | LAT   | Ramon Bueno Ardite | 27.09.84 |  |  |
| 7  | Italia (bandiera)                      | LAT   | Massimo De Luca    | 07.10.87 |  |  |
| 5  | Brasile (bandiera) · Italia (bandiera) | LAT   | Filipe Follador    | 29.07.88 |  |  |
| 20 | Brasile (bandiera) · Italia (bandiera) | LAT   | Jonas              | 24.05.84 |  |  |
| 10 | Brasile (bandiera) · Italia (bandiera) | PIV   | Chimanguinho       | 08.03.86 |  |  |
| 8  | Slovenia (bandiera)                    | PIV   | Kristjan Čujec     | 30.11.88 |  |  |
| 11 | Brasile (bandiera) · Italia (bandiera) | PIV   | Rodolfo Fortino    | 30.04.83 |  |  |
| 9  | Brasile (bandiera)                     | PIV   | Ricardo Zanella    | 20.05.89 |  |  |

## Under 21
| N° | Naz.               | Ruolo | Sportivo          | Anno     |  |  |
| -- | ------------------ | ----- | ----------------- | -------- |  |  |
| 2  | Italia (bandiera)  | LAT   | Edoardo Morellato | 01.09.94 |  |  |
| 17 | Brasile (bandiera) | LAT   | Mario Salamone    | 11.02.94 |  |  |
|    | Brasile (bandiera) | PIV   | Lucas Braga       | 12.09.95 |  |  |

## Risultati

### Serie A

#### Girone di andata
| Arbitri: | Filippo Ragalà (Bologna) Gianantonio Leonforte (Vicenza) |
| Crono:   | Vincenzo Aricò (Bra)                                     |

|  |           |                                   |
|  | Marcatori | 0'53'’ Paulinho 20'03’’ Marquinho |

| Arbitri: | Gennaro Luca De Falco (Catanzaro) Daniele Di Resta (Roma 2) |
| Crono:   | Fabrizio Masia (Olbia)                                      |

|                                     |           |                                             |
| Nurchi 0'22'’ Rocha 10'09’, 27'14'’ | Marcatori | 6'35'’ Torrás 14'04'’ Fortino 35'05'’ Bocão |

| Arbitri: | Nicola Maria Manzione (Salerno) Francesco Paolo Spinazzola (Barletta) Rocco Morabito (Vercelli) |
| Crono:   | Giacomo Allotta (Torino)                                                                        |

|                                                                      |           |                                  |
| Fortino 4'33'’ (rig.) Čujec 6’ Jonas 31'05'’, 38'35'’ Torrás 35'46'’ | Marcatori | 11'53'’ Borruto 31'45'’ Cavinato |

| Arbitri: | Michele Bensi (Grosseto) Angelo Galante (Ancona) |
| Crono:   | Mario Filippini (Roma 1)                         |

|                                                                    |           |                                                                                             |
| Bacaro 30'05'’ Battistoni 31'31'’ Fabiano 34'05'’ Avellino 39'52'’ | Marcatori | 3'45'’, 22'28'’ Ramon 5'50'’ Follador 19'28'’, 26'57'’ Jonas 32'26'’ Romano 33'40'’ Fortino |

| Arbitri: | Andrea Sabatini (Bologna) Raffaele Ziri (Barletta) |
| Crono:   | Stefano Pasquino (Nichelino)                       |

|                             |           |  |
| Ramon 0'28'’ Torrás 16'10'’ | Marcatori |  |

| Arbitri: | Damiano Calaprice (Bari) Vincenzo Tafuro (Brindisi) |
| Crono:   | Natale Mazzone (Imola)                              |

|                       |           |                                                              |
| Romano 31'10'’ (aut.) | Marcatori | 7'12'’, 34'04'’, 36'56'’ Jonas 26'16'’ De Luca 38'56'’ Ramon |

| Arbitri: | Gennaro Luca De Falco (Catanzaro) Francesco Nitti (Barletta) |
| Crono:   | Rocco Morabito (Vercelli)                                    |

|                                       |           |  |
| Ramon 3'40'’ Wilhelm 14'48'’, 31'35'’ | Marcatori |  |

| Arbitri: | Mario Filippini (Roma 1) Francesco Cirillo (Rovereto) |
| Crono:   | Manuela Di Fabbi (Sulmona)                            |

|                               |           |  |
| Rescia 2'33’’ Rogério 17'57’’ | Marcatori |  |

| Arbitri: | Filippo Vidotto (San Donà di Piave) Filippo Ragalà (Bologna) |
| Crono:   | Stefano Pasquino (Nichelino)                                 |

|                                              |           |                                         |
| Čujec 6'20'’ De Luca 19'41'’ Wilhelm 20'15'’ | Marcatori | 23'28'’, 37'42'’ Perić 23'52'’ Silveira |

| Arbitri: | Francesco Peroni (Città Di Castello) Marco Delpiano (Cagliari) Alberto Vantini (Verona) |
| Crono:   | Simonetta Romanello (Padova)                                                            |

|                                                                |           |                                                                |
| Fabiano 0'16'’ Giasson 8'16'’, 18'59'’ (t.l.) Mauricio 27'48'’ | Marcatori | 8'01'’ (aut.) Mauricio 15'48'’, 39'06'’ Follador 29'29'’ Čujec |

#### Girone di ritorno
| Arbitri: | Alessandro Merenda (Reggio Calabria) Alessandro Malfer (Rovereto) |
| Crono:   | Daniele Intoppa (Roma 2)                                          |

|                                       |           |                                                                |
| Manfroi 13'32'’, 22'52'’ Saùl 22'11'’ | Marcatori | 19'35'’, 21'04'’, 32'25'’ Torrás 24'47'’ Fortino 30'02'’ Ramon |

| Arbitri: | Daniele Di Resta (Roma 2) Gianfranco Di Padova (Termoli) Carlo Adilardi (Collegno) |
| Crono:   | Donato Lazzizzera (Sesto San Giovanni)                                             |

|                                                                                  |           |                |
| Torrás 0'14'’ Chimanguinho 15'03’, 31'32'’ Romano 16'51'’, 25'19'’ Bocão 24'02'’ | Marcatori | 28'47'’ Rufine |